# ماتسوئو نوبوکوره
ماتسوئو نوبوکوره (به ژاپنی: 松尾 信是（まつお のぶこれ)؛ (تولد نامشخص – مرگ ۴ آوریل ۱۵۷۱) پنجمین پسر رهبر خاندان تاکدا، تاکدا نوبوتورا و برادر کوچکتر تاکدا شینگن در دوره سنگوکو در ژاپن بود.
او پنجمین پسر (بعضی‌ها می‌گویند هفتمین پسر) از دایمیو سنگوکو کای، تاکدا نوبوتورا بود و به عنوان برادر ناتنی شینگن به دنیا آمد. با توجه به اینکه مادرش دختر عموی نوبوتورا، دختر ماتسوئو نوبوتاکا بود، از آنجائیکه پدربزرگ مادری او پسر و هیچ وارثی نداشت به فرزندی ماتسوئو پذیرفته شد و خانواده را به ارث برد.  او در ماتسو-گو، منطقه یاماناشی (یاشیکی انزان، شهر کوشو، یاماناشی، استان یاماناشی) زندگی می‌کرد و از منطقه خروجی چیچیبو دفاع می‌کرد. به نظر می‌رسد که شینگن اعتماد زیادی به او داشته است و فعالیت‌های او در منابع تاریخی حتی قبل از ورود او به مقام راهبی تأیید شده است. با این حال، او در ۱۰ مارس ۱۵۷۱ درگذشت.